# 鲍春来
鲍春来（1983年2月17日—），湖南长沙人，中国前男子羽毛球运动员，苏迪曼杯和汤姆斯杯团体冠军成员。

## 职业生涯
鲍春来的技术特点是典型的拉吊型，身高臂长，动作灵活，球性较高。优点是技术较细、防守顽强，弱点是进入比赛状态慢、力量不足。2000年广州世青赛上夺得男单冠军，由此被选入国家一队。在汤仙虎和钟波两位教练的精心调教下，鲍春来逐渐开始在一系列国际比赛中崭露头角，并成长为中国男队的绝对主力。2006年韩国公开赛上一扫「千年老二」的阴霾，夺得其职业生涯首次单打冠军。 相差十五個月之後, 於2007年11月, 鮑春來於廣州所舉行的中國羽毛球大師賽首次奪得冠軍。
隨後於2008年的汤姆斯杯決賽一役中, 作為中國二單的鮑春來和南韓的李炫一亦上演了一場扣人心弦的精彩比賽。第一局，鮑春來在比分20︰17獲得三個局點的情況下竟然被對手追平。雙方得分至21平手後，出現了多次交替領先，現場緊張的氣氛亦因此達到最高潮。關鍵的時候，最後鮑春來以28︰26的高比分獲得勝利。第二局，李炫一明顯受到體能下降的影響，無論是進攻還是防守質量均有所下降，結果鮑春來以21︰11的比分獲勝。經過2008年的湯姆斯杯的超水準的發揮, 鮑春來亦受到很高的評價, 指他能夠於關鍵的賽事都擔當著鎖定勝局的角色，亦漂亮地完成了自己的任務。这次的勝利也是中國隊繼2004年、2006年后再次獲得湯姆斯杯冠軍。
北京奥运会羽毛球男子单打比赛中，鲍春来在八强战中负于老对手李炫一。
2011年9月21日，鲍春来宣布退出国际羽联赛事，但他並未退出湖南省省隊。退出國家隊後的鮑春來婉拒了總教練李永波讓他留任教練員的建議，表示想在各方面多作不同的嘗試。
2012年3月，他因形象健康、陽光被青海衛視節目製作人相中擔任旅遊探險節目《我是冒險王》的主持人至今。曾客串微電影《靈魂中轉站》中的一角，他間中也受邀擔任各種羽毛球賽事的解說嘉賓。

## 球员逸事
在2006年亚洲运动会中鲍春来当选为多哈亞運會开幕式中国代表团旗手，在私生活方面他和中国游泳女子蛙泳奥运冠军罗雪娟曾传出过绯闻。
2014年，他兩次為外甥女馬心怡助陣《我不是明星》第五季，現時也跟她一起住，被形容為“有20歲的外貌，80歲的思想的30歲幼稚男”但也被發現因為左耳完全失聰，令平衡力銳減，排練《對你愛不完》舞蹈時一直呈現昏眩、嘔吐等現象。
雖然他用左手握拍，但他是右撇子。

## 主要成绩
- 2000年，世界青年羽毛球錦標賽男单冠军；
- 2001年，丹麦羽毛球公开赛男单冠军；
- 2004年，瑞士、日本、中国公开赛亚军，汤姆斯杯冠军；
- 2005年，中国公开赛男单亚军，苏迪曼杯团体赛冠军成员；
- 2008年，汤姆斯杯男子團體冠军
- 2009年，第十一屆全運會男單亞軍

只列出曾進入準決賽的國際賽事成績：
| 年份   | 賽事                     | 公開賽級別 | 項目     | 成績   |
| ------ | ------------------------ | ---------- | -------- | ------ |
| 2003年 | 世界羽毛球錦標賽         | 其他       | 男子單打 | 季軍   |
| 2004年 | 中國羽毛球公開賽         |            | 男子單打 | 亞軍   |
| 2004年 | 新加坡羽毛球公開賽       |            | 男子單打 | 準決賽 |
| 2005年 | 中國羽毛球大師賽         |            | 男子單打 | 亞軍   |
| 2005年 | 香港羽毛球公開賽         |            | 男子單打 | 亞軍   |
| 2006年 | 湯姆斯盃                 | 其他       | 男子團體 | 冠軍   |
| 2006年 | 印尼羽毛球公開賽         |            | 男子單打 | 亞軍   |
| 2006年 | 韓國羽毛球公開賽         |            | 男子單打 | 冠軍   |
| 2006年 | 世界羽毛球錦標賽         | 其他       | 男子單打 | 亞軍   |
| 2007年 | 馬來西亞羽毛球超級賽     | 超級賽     | 男子單打 | 亞軍   |
| 2007年 | 韓國羽毛球超級賽         | 超級賽     | 男子單打 | 準決賽 |
| 2007年 | 全英羽毛球超級賽         | 超級賽     | 男子單打 | 準決賽 |
| 2007年 | 印尼羽毛球超級賽         | 超級賽     | 男子單打 | 亞軍   |
| 2007年 | 丹麥羽毛球超級賽         | 超級賽     | 男子單打 | 亞軍   |
| 2007年 | 法國羽毛球超級賽         | 超級賽     | 男子單打 | 亞軍   |
| 2007年 | 中國羽毛球超級賽         | 超級賽     | 男子單打 | 冠軍   |
| 2008年 | 全英羽毛球超級賽         | 超級賽     | 男子單打 | 準決賽 |
| 2008年 | 瑞士羽毛球超級賽         | 超級賽     | 男子單打 | 準決賽 |
| 2008年 | 印尼羽毛球超級賽         | 超級賽     | 男子單打 | 準決賽 |
| 2008年 | 中國羽毛球大師賽         | 超級賽     | 男子單打 | 準決賽 |
| 2009年 | 德國羽毛球大獎賽         | 大獎賽     | 男子單打 | 冠軍   |
| 2009年 | 亞洲羽毛球錦標賽         | 其他       | 男子單打 | 冠軍   |
| 2009年 | 新加坡羽毛球超級賽       | 超級賽     | 男子單打 | 冠軍   |
| 2009年 | 日本羽毛球超級賽         | 超級賽     | 男子單打 | 冠軍   |
| 2009年 | 香港羽毛球超級賽         | 超級賽     | 男子單打 | 準決賽 |
| 2009年 | 世界羽聯超級系列賽總決賽 | 超級賽     | 男子單打 | 準決賽 |
| 2010年 | 德國羽毛球大獎賽         | 大獎賽     | 男子單打 | 冠軍   |
| 2010年 | 全英羽毛球超級賽         | 超級賽     | 男子單打 | 準決賽 |
| 2010年 | 中國羽毛球大師賽         | 超級賽     | 男子單打 | 準決賽 |
| 2010年 | 中國羽毛球超級賽         | 超級賽     | 男子單打 | 亞軍   |
| 2010年 | 韓國羽毛球大獎賽         | 大獎賽     | 男子單打 | 冠軍   |

| 2007-2017年 | 首要超級賽 | 超級賽 | 黃金大獎賽 | 大獎賽 | 國際挑戰賽 | 國際系列賽 | 未來系列賽 | 其他 |

### 奧運會和世錦賽參賽紀錄
|          | 2003 | 2004 | 2005 | 2006 | 2007 | 2008 | 2009 | 2010 |
| -------- | ---- | ---- | ---- | ---- | ---- | ---- | ---- | ---- |
| 男子單打 | 季軍 | 16強 | 8強  | 亞軍 | 季軍 | 8強  | 64強 | 16強 |

## 綜藝節目
- 2015年《全员加速中》參賽者

## 電影
| 年份 | 中文片名         | 角色   |
| ---- | ---------------- | ------ |
| 2015 | 全力扣殺         | 鮑春來 |
| 2015 | 小时代4:灵魂尽头 | 鲍春来 |
| 2016 | 击战             | [ 5 ]  |